# Georg Andreas Reimer
Pour les articles homonymes, voir Reimer.
Georg Andreas Reimer (né le 27 août 1776 à Greifswald et mort le 26 avril 1842 à Berlin) est un éditeur prussien.

## Biographie
Reimer grandit à Greifswald en tant que fils d'un marchand. En 1790, il commence son apprentissage dans la succursale de Greifswald du libraire et éditeur de musique berlinois Gottlieb August Lange (de). Après sa mort en 1795, il devient directeur général de la société mère à Berlin. En 1800, il reprend la direction de la librairie de l'école secondaire royale de Berlin, fondée en 1749 et qui fonctionne sous le nom de Reimersche Buchhandlung à partir de 1817. Reimer met fin au contrat de location existant et achète la librairie en 1822.
Dans les années qui suivent, il élargit la gamme traditionnelle de manuels scolaires pour inclure la littérature de langue allemande ainsi que des titres de sciences humaines de théologie, de philosophie, d'études classiques, ainsi que des titres scientifiques et mathématiques. Reimer devient l'un des éditeurs les plus importants et les plus prospères des États allemands. Il ajoute sa propre imprimerie à la maison d'édition et rachète d'autres éditeurs et librairies, dont la Weidmannsche Buchhandlung (de) à Leipzig.
La maison d'édition Georg-Reimer (de) acquit une grande renommée auprès du public littéraire grâce à sa collaboration avec des auteurs célèbres du romantisme allemand : Achim von Arnim, Novalis, E. T. A. Hoffmann, Jean Paul, Heinrich von Kleist, August Wilhelm et Friedrich Schlegel, Ludwig Tieck, Ernst Moritz Arndt, Adolph Diesterweg, Johann Gottlieb Fichte, Wilhelm von Humboldt et les frères Grimm. La collaboration étroite et amicale avec Friedrich Schleiermacher est particulièrement importante. En outre, Reimer établit des contacts étroits avec l'Université de Berlin et d'autres institutions scientifiques, ce qui vaut à l'éditeur une grande réputation académique. Après la mort de Reimer, la maison d'édition est poursuivie par son fils Georg Ernst Reimer (de).
Reimer est politiquement impliqué dans le mouvement de réforme prussien et rejoint la Société sans loi de Berlin en 1809. Pendant l'occupation de Berlin par Napoléon, il héberge dans sa maison des soldats prussiens et des personnalités de l'opposition recherchées par la puissance occupante (dont Ernst Moritz Arndt). Il prend lui-même une part active aux guerres de 1813/14. En 1816, Reimer achète le représentatif Palais Sacken (de) sur la Wilhelmstraße, qui devient un point de rencontre de la vie des salons berlinois. Sa maison d'édition publie divers écrits politiques dans lesquels les positions libérales et nationales sont représentées. C'est pourquoi Reimer subit des représailles de l'État pendant la Restauration.
Reimer est enterré dans une tombe honorifique dans la ville de Berlin au Cimetière de la Trinité (division II).

## Descendance
En 1800, il se marie à Berlin avec Wilhelmine Reinhardt (1784-1864), fille de Karl August Reinhardt, pasteur de Magdebourg. Le couple Reimer a 16 enfants, dont :
- Karl August (1801-1858), éditeur
  - Georg Reimer (de) (1828-1866), peintre de genre de l'école de Düsseldorf
  - Maria Auguste Reimer (1832-1907) mariée avec Theodor Mommsen (1817-1903), historien et premier prix Nobel allemand
    - Marie Mommsen (1855-1936) mariée avec Ulrich von Wilamowitz-Moellendorff (1848-1931), philologue classique
      - Tycho von Wilamowitz-Moellendorff (de) (1885-1914), philologue classique

    - Karl Mommsen (de) (1861-1922), directeur de banque et député du Reichstag
      - Wilhelm Mommsen (1892-1966), historien
        - Hans Mommsen (1930-2015), historien
        - Wolfgang J. Mommsen (1930-2004), historien

    - Ernst Mommsen (1863-1930), médecin
      - Konrad Mommsen (1896-1973), journaliste
      - Theodor Ernst Mommsen (de) (1905-1958), historien
      - Ernst Wolf Mommsen (de) (1910-1979), directeur industriel

    - Hans Mommsen (1873-1941), ingénieur
      - Wolfgang A. Mommsen (de) (1907-1986), historien

  - Karl Reimer (1845-1883), chimiste et industriel
- Georg Ernst (de) (1804-1885), éditeur
  - Ernst Heinrich Reimer (1833-1897), éditeur

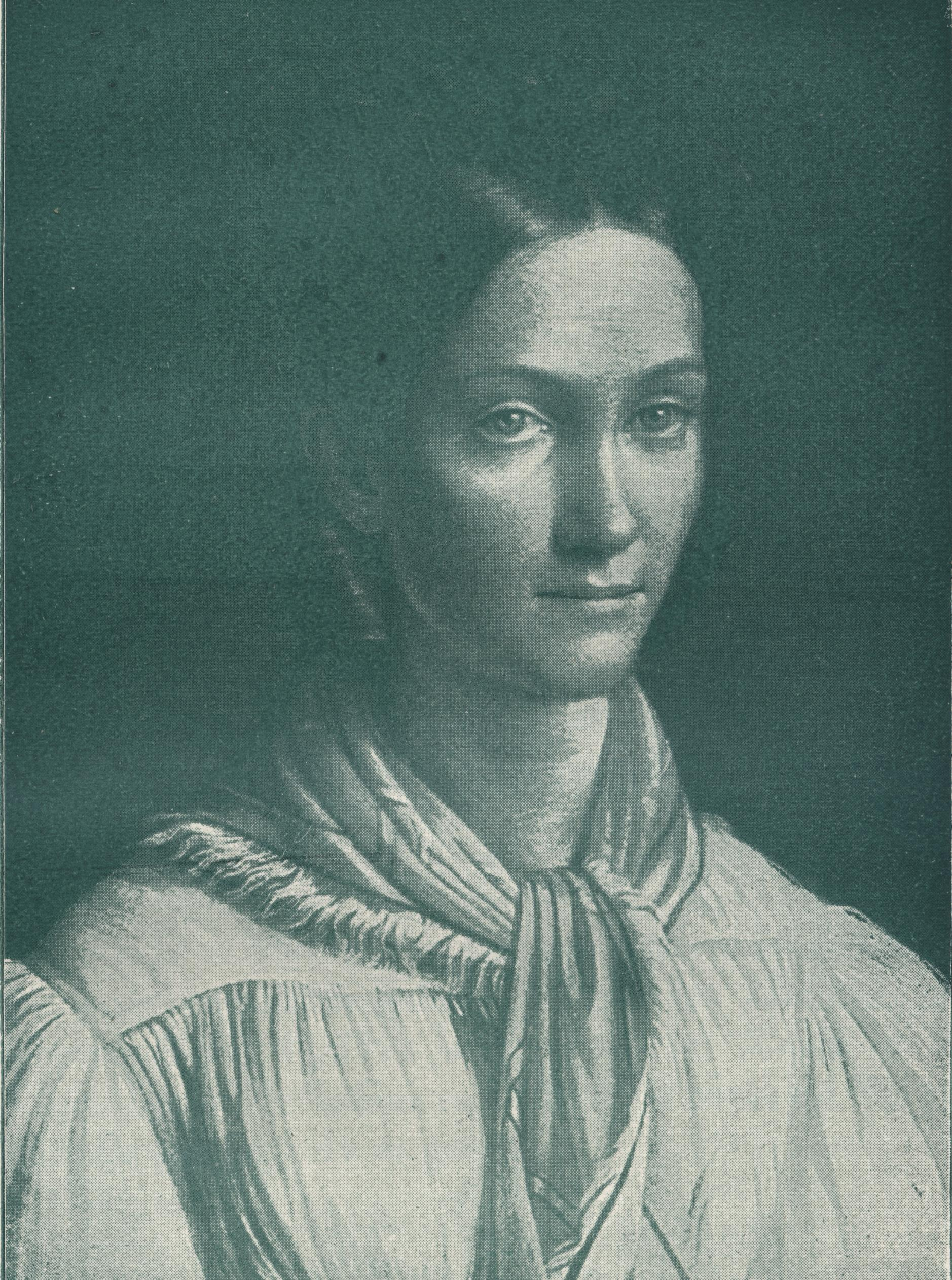
Marie Zeller, née Reimer

- Marie (1807-1847) mariée avec Albert Zeller (de) (1804-1877), médecin et directeur de clinique
  - Ernst Friedrich Albert Zeller (de) (1830-1902), successeur de son père
  - Anna Zeller (née en 1832)
  - Maximilian Georg Zeller (1834-1912), propriétaire foncier
  - Rudolf Martin Zeller (1842-1911) marié avec Berta Rosine Hirzel (1844-1887)
- Adélaïde (1809-1866) mariée avec Julius Sethe
- Anna (1813-1885) mariée avec Salomon Hirzel (de)
  - Georg Heinrich Salomon Hirzel (1836-1894), éditeur
    - Georg Theodor Salomon Hirzel (1867-1924), éditeur
      - Heinrich Hirzel (mort en 1963), éditeur

  - Rudolf Hirzel (1846-1917), philologue classique
- Siegfried Johannes (de) (1815-1860), médecin
- Moritz Gebhard (1816-1867), propriétaire foncier
- Dietrich Arnold (de) (1818-1899), éditeur
  - Carl Ludwig (de) (1856-1921), chimiste
- Rudolf Leberecht (1819-1860), émigrant australien
- Bernhard Traugott (1824-1903), propriétaire foncier
- Hermann Andreas (de) (1825-1906), médecin